# 한국농어촌공사
한국농어촌공사(韓國農漁村公社, Korea Rural Community Corporation, KRC)는 환경 친화적으로 농어촌 정비 사업과 농지 은행 사업을 시행하고 농업 기반 시설을 종합 관리하며 농업인의 영농 규모 적정화를 촉진함으로써 농업 생산성의 증대 및 농어촌의 경제, 사회적 발전에 이바지함을 목적으로 설립된 농림축산식품부 산하 위탁집행형 준정부기관이다.

## 설립 근거
- 한국농어촌공사 및 농지관리기금법[1]

## 기능
한국농어촌공사의 기능은 다음과 같다.
- 「농어촌 정비법」에 따른 농어촌 정비 사업(농업 생산 기반 정비 사업 지구에서의 하천 정비 사업을 포함한다)
- 농업 기반 시설의 유지·관리 및 이용에 관한 사업
- 농어촌 용수 및 지하수 자원의 개발·이용 및 보전·관리에 관한 사업
- 농지의 조성 및 이용 증진 사업과 농지 등의 재개발 사업
- 영농 규모의 적정화, 농지의 효율적 이용, 농업 구조 개선 및 농지 시장과 농업인의 소득 안정 등을 위한 다음 각 목의 농지 은행 사업
  - 농지의 매매,임대차,교환,분리,합병에 관한 사업
  - 농지의 가격, 거래동향 등에 관한 정보의 제공
  - 경영회생 지원을 위한 농지 매입사업
  - 농지의 임대 등의 수탁사업
  - 농지를 담보로 한 농업인의 노후 생활 안정 지원 사업
- 「농어촌 도로의 개발 및 정비법」, 「지역 균형 개발 및 지역 중소기업 육성에 관한 법률」에 따른 지역 종합 개발 사업,「산업 입지 및 개발에 관한 법률」에 따른 농공 단지의 개발 등 농어촌 지역 개발 사업
- 「농림 어업인 삶의 질 향상 및 농산 어촌 지역 개발 촉진에 관한 특별법」에 따른 농산 어촌 지역 개발 사업
- 농어촌의 수질오염 방지 시설, 하수도 시설 및 오수, 분뇨, 폐수 처리시설의 설치.지원과 농어촌의 자연 및 생활 환경 보전에 필요한 사업
- 지하수·토양오염에 관한 평가 및 개선·정화 사업
- 「물류시설의 개발 및 운영에 관한 법률」에 따른 유통단지개발사업
- 「초지법」에 따른 초지 조성 사업
- 지하 암반 저장 시설, 첨단 농업 시설 등 농어업 시설의 조성, 관리, 처분 및 지원
- 제1호 내지 제12호의 사업을 위한 시험·연구·기술 개발·조사·측량·환지·설계·공사 감리 및 시설물 안전 진단 사업(건설 공사에 대한 안전 진단 사업을 포함한다)
- 농어촌 개발을 위한 연구원의 설치, 운영 및 연구 실시
- 농지의 소유, 이용 상황 및 농어민의 취업에 관한 자료 등 농업 구조 개선 사업과 관련된 자료의 수집.관리 및 제공
- 농어촌 정비 사업, 농업 구조 개선 사업 및 기타 공사와 관련된 교육 및 홍보
- 농지 관리 기금의 수탁 관리와 농지 보전 부담금 및 농지 전용 부담금의 고지, 수납 업무
- 해외 농어촌 및 농어업 개발 사업, 해외 용역 및 국제 협력 사업
- 법 제11조의 규정에 의한 공사 관리 지역의 설정·관리
- 농어촌 마을의 조성, 농어촌 주택 등의 분양·임대, 관리, 기술 지원 등 농어촌 생활 환경 정비 사업
- 농업 기반 시설과 그 주변 지역의 개발 및 이용에 관한 사업
- 도시와 농어촌 간의 교류 촉진에 관한 다음 각 목의 사업
  - 농어촌 체험 휴양 마을 및 관광 농원 사업에 대한 평가
  - 농어촌 정주 지원 및 농어촌 지역 투가 활성화
  - 도농 교류 교육 프로그램의 개발, 보급
  - 농어촌 체험 지도사 및 농어촌 마을 해설가의 선발, 활용
- 농어업, 농어촌과 관련된 홍보 사업 및 조사, 연구사업
- 국가, 지방자치단체 또는 기타의 자로부터 위탁받은 사업
- 다른 법령의 규정에 의하여 공사가 시행할 수 있는 사업
- 농어촌 산업 육성 지원에 관한 사업
- 그 밖에 공사의 설립 목적을 달성하기 위하여 필요한 사업

## 연혁
- 1908년 수리조합, 토지개량조합
- 1938년 조선토지개량협회
- 1940년 조선수리조합연합회
- 1942년 조선농지개발영단
- 1949년 대한수리조합연합회
- 1962년 토지개량조합연합회
- 1969년 지하수개발공사

- 1970년 농업진흥공사 (농촌근대화촉진법)
- 1971년 농지개량조합협회
- 1973년 농지개량조합연합회 (사단법인)
- 1978년 농지개량조합연합회 (공법인)
- 1990년 농어촌진흥공사 (농어촌진흥공사 및 농지관리기금법)
- 2000년 농업기반공사
- 2005년 한국농촌공사 (한국농촌공사 및 농지관리기금법)
- 2008년 한국농어촌공사 (한국농어촌공사 및 농지관리기금법)

## 조직

### 한국농어촌공사장
- 비서실
- 홍보실

#### 기획전략이사
- 기획조정실
- 경영혁신실
- 성장전략실
- 정보화추진처
- 비상계획실

#### 기반조성이사
- 사업계획처
- 기반정비처
- 대단위간척처
- 해외사업처
- 국제협력처

#### 수자원관리이사
- 수자원기획처
- 수자원안전처
- 첨단기술사업처
- 지하수지질처
- 환경사업처

#### 농어촌개발이사
- 농어촌개발기획처
- 농촌개발처
- 투자사업처
- 지역개발지원단
- 어촌수산개발본부
  - 어촌개발처
  - 수산해양처

#### 경영지원 겸 농지관리이사
- 경영지원처
- 인사복지처
- 농지은행
- 기금관리처
- 보상사업단
- 자산가치증진센터
- 민원관리센터

### 4원
- 농어촌연구원
- 인재개발원
- 농어촌자원개발원
- 기술안전품질원

### 지역본부
- 강원지역본부
- 경기지역본부
- 경남지역본부
- 경북지역본부
- 전남지역본부
- 전북지역본부
- 충남지역본부
- 충북지역본부
- 제주지역본부

### 사업단
- 금강사업단
- 새만금사업단
- 새만금산업단지사업단
- 영산강사업단
- 천수만사업단
- 토지개발사업단
- 화안사업단